# Sit Down Young Stranger
Albums de Gordon Lightfoot
Sunday Concert
(1969) Old Dan's Records
(1971)
Singles
1. Me and Bobby McGee
2. Approaching Lavender
3. If You Could Read My Mind

Sit Down Young Stranger est le sixième album du chanteur canadien Gordon Lightfoot. Il s'agit de son album le plus vendu à l'époque.
Peu après sa sortie chez Reprise Records en 1970, il est renommé If You Could Read My Mind à la suite du succès rencontré par la chanson If You Could Read My Mind (#1 au Canada et #5 Billboard Hot 100).
L'album atteint la 12e position au Billboard 200 et la 8e position au Canada où l'album reste classé du 18 avril 1970 au 27 novembre 1971.

## Histoire
Sit Down Young Stranger est le premier album de Gordon Lightfoot enregistré pour Reprise Records après son départ de United Artists. Sorti en avril 1970 sous la référence Reprise 6392, il change de nom lorsque le single If You Could Read My Mind atteint la première place du classement national canadien.
C'est aussi le premier album studio sur lequel Lightfoot collabore avec son bassiste Rick Haynes, uniquement précédé par l'album live Sunday Concert en 1969.
L'album contient une des premières interprétations de Me and Bobby McGee du duo Kris Kristofferson et Fred Foster (en), qui fut précédemment un tube country pour Roger Miller et sera ensuite un succès pour Janis Joplin. Dune manière plus générale, l'album intègre plus d'orchestration que ses opus antérieurs, ce qui ressort particulièrement sur le titre If You Could Read My Mind.
Quelques copies vinyles de l'album ne contiennent pas de titre sur la pochette avant : initialement, elle était n'être qu'une photographie de Lightfood, mais le label a considéré que cela serait plus vendeur d'inscrire le titre afin d'améliorer les ventes. Les copies sans titre possèdent un petit autocollant sur le cellophane emballant l'album.

### Personnel
- Gordon Lightfoot - guitare, piano, voix
- Red Shea - guitare
- Rick Haynes - basse

avec :
- Ry Cooder - guitare slide sur Me and Bobby McGee, mandoline sur Cobwebs and Dust
- Van Dyke Parks - harmonium sur Cobwebs and Dust
- John Sebastian - guitare électrique sur Baby It's Alright, autoharpe sur Saturday Clothes, harmonica on The Pony Man
- Nick DeCaro - arrangements sur Poor Little Allison, If You Could Read My Mind et Your Love's Return
- Randy Newman - arrangements sur Minstrel of the Dawn et Approaching Lavender
- Kris Kristofferson - harmonies vocales sur Me and Bobby McGee (supposition)
- Barry Feinstein (en), Tom Wilkes - design et photographie

## Liste des pistes
| 1.  | Minstrel of the Dawn                         | Gordon Lightfoot                     | 3:26 |
| 2.  | Me and Bobby McGee                           | Kris Kristofferson, Fred Foster (en) | 3:38 |
| 3.  | Approaching Lavander                         | Gordon Lightfoot                     | 2:56 |
| 4.  | Saturday Clothes                             | Gordon Lightfoot                     | 3:20 |
| 5.  | Cobwebs & Dust                               | Gordon Lightfoot                     | 3:20 |
| 6.  | Poor Little Allison                          | Gordon Lightfoot                     | 2:30 |
| 7.  | Sit Down Young Stranger                      | Gordon Lightfoot                     | 3:26 |
| 8.  | If You Could Read My Mind                    | Gordon Lightfoot                     | 3:48 |
| 9.  | Baby It's Alright                            | Gordon Lightfoot                     | 2:58 |
| 10. | Your Love's Return (Song for Stephen Foster) | Gordon Lightfoot                     | 3:55 |
| 11. | The Pony Man                                 | Gordon Lightfoot                     | 3:27 |

## Classement
Au Canada, il atteint la 8e position le 31 mars 1971 après avoir déjà atteint la 12e position le 20 juin 1970.
| Classement (1970-71)          | Meilleure position |
| ----------------------------- | ------------------ |
| Australie (Kent Music Report) | 20                 |
| Australie (Go-Set)            | 15                 |
| Canada (RPM Top Albums)       | 8                  |
| États-Unis (Billboard 200)    | 12                 |

| Classement Annuel (1971)        | Meilleure position |
| ------------------------------- | ------------------ |
| États-Unis (Billboard Year-End) | 53                 |
| États-Unis (CashBox Year-End)   | 79                 |

### Certifications
| Pays       | Certification | Ventes   | Date         |
| ---------- | ------------- | -------- | ------------ |
| États-Unis | Or            | +500.000 | 14 juin 1971 |
| Australie  | Or            | +20.000  |              |

## Accueil
Jud Rosebush (Rolling Stone) écrit concernant la reprise de Kristofferson que "les mots, la mélodie, le chant et l'instrumentation s'emboitent parfaitement", précisant qu' "il y a beaucoup de Gordon Lightfoot dans cet album, et le meilleur de ce que Lightfoot a pu produire jusque là".
Rex Reed (Stereo Review (en)) qualifie l'album de pépite, ajoutant que c'est un produit de toute beauté que l'on joue et rejoue jusqu'à le connaitre par cœur.
Le critique Jim Newson (AllMusic) compare l'album aux suivants, écrivant "Tandis que les albums futurs s'éloigneront petit à petit des sonorités acoustiques folk de celui-ci, la beauté et la simplicité de [l'album] en font un album intemporel".